# Östra Bergholm
Östra Bergholm är en ö i Åland (Finland). Den ligger i Skärgårdshavet och i kommunen Brändö i landskapet Åland, i den sydvästra delen av landet. Ön ligger omkring 68 kilometer öster om Mariehamn och omkring 220 kilometer väster om Helsingfors.
Öns area är 18,9 hektar och dess största längd är 0,8 kilometer i sydöst-nordvästlig riktning. Ön höjer sig omkring 20 meter över havsytan.